# Ciudad Perdida
Ciudad Perdida (traducibile in "Città perduta") è il sito archeologico dove sorgeva un tempo una città antica, nella Sierra Nevada, in Colombia. Si crede che fosse stata fondata attorno all'800, circa 650 anni prima di Machu Picchu. Il luogo è conosciuto anche come Buritaca 200 e gli indigeni lo chiamano Teyuna.

## Storia
Ciudad Perdida venne scoperto nel 1972, quando un gruppo di saccheggiatori di tesori trovarono una serie di gradini di pietra che portavano verso la montagna; seguendo il percorso trovarono una città abbandonata, che essi chiamarono "Inferno verde". Quando alcune figure in oro e urne in ceramica cominciarono a essere vendute nel mercato nero, le autorità rivelarono al pubblico l'esistenza del sito nel 1975.
Alcuni membri delle tribù locali, gli Arhuaco, i Kogui e gli Arsario, hanno affermato che visitavano frequentemente il sito prima che fosse scoperto dagli archeologi. Essi lo chiamano Teyuna e credono che fosse il cuore di una rete di villaggi abitati dai loro antenati, i Tairona. Ciudad Perdida fu forse il centro della manifattura e della politica della regione, sul fiume Buritaca, e potrebbe aver ospitato da 2000 a 3000 persone. La città venne abbandonata dopo l'arrivo degli spagnoli.
Ciudad Perdida è formata da una serie di 169 gradonate intagliate sul lato della montagna, una rete di strade tegolate e alcune piazze circolari.